# Sophie Jablonska
Pour les articles homonymes, voir Jablonska.
Sophie Jablonska-Oudin (en ukrainien : Софія Яблонська-Уден ; née le 15 mai 1907 et morte le 4 février 1971) est une écrivaine, journaliste, photographe et architecte ukraino-française. Elle est née en Galicie, mais a vécu de façon itinérante ; elle a d'abord résidé en Galicie, puis en Russie pendant la Première Guerre mondiale et la guerre civile russe, puis à la fin des années 1920 a émigré à Paris. Dans cette ville, Sophie Jablonska devient journaliste et commence à parcourir le monde ; plus tard, elle utilise ces expériences pour écrire trois livres. Sophie Jablonska se fixe à Noirmoutier en 1950 avec son mari et ses trois enfants et devient architecte.

## Biographie

### Jeunesse
Sophie Jablonska, ou Sofia Yablonska, est née le 15 mai 1907 à Germaniv (aujourd'hui Tarasivka), dans le royaume de Galicie et de Lodomérie, près de Lemburg (maintenant Lviv). Son père est Ivan Jablonski, prêtre grec-catholique ukrainien et médecin ; sa mère est également issue d'une famille de prêtres.
Pendant la Grande Retraite, le retrait de l'armée impériale russe de Galicie en 1915, Ivan Jablonski emmène la famille à Taganrog, dans le sud de la Russie. En 1921, ils retournent en Galicie, résidant d'abord à Kozyova puis à Yalinkova. Les difficultés économiques ont nécessité le fractionnement de la famille à Yalinkova. Sophie et son frère, Yaroslav, vivent d'abord avec des parents à Yazlovets, près de Buchach, mais déménagent ensuite à Ternopil. Là, Sophie Jablonska fréquente le gymnase (lycée) et apprend la couture, la comptabilité et le théâtre. En 1927, elle émigre à Paris pour devenir actrice, trouvant d'abord du travail comme laveuse de vitres, mais finit par décrocher un petit rôle dans un film de la société de production de cinéma Pathé et travaille également comme mannequin.

### Journalisme, voyages
À Paris, Sophie Jablonska se lie d'amitié avec l'orientaliste Stepan Levynsky, également ukrainien, et décide de devenir écrivaine pour relater des voyages. Sa carrière la mène au Maroc, en Chine et en Indochine, au Sri Lanka, au Laos, au Cambodge, à Java, à Bali, à Tahiti, en Australie, aux États-Unis et au Canada. Au cours des années 1930, elle publie les récits de ses voyages dans des magazines galiciens tels que Le Destin des femmes (en ukrainien : Жіноча доля) et Nouvelle Demeure (en ukrainien : Нова хата). Un thème récurrent de son travail présente les effets négatifs du colonialisme européen sur la culture locale et ses propres difficultés avec les Européens de l'Ouest. La maison d'édition ukrainienne Pyramid a republié en 2015 les trois journaux de voyage de Sophie Jablonska. Elle réalise également des photographies et des films documentaires durant ses voyages.

#### Maroc
En 1929, Sophie Jablonska voyage à travers le Maroc et utilise ses expériences dans le pays pour écrire Charme du Maroc (Char Marokko ; ukrainien : Чар Марокко). Le livre, publié par la Société scientifique Chevtchenko en 1932, est un recueil des rencontres de Sophie Jablonska avec la culture traditionnelle marocaine, structuré comme un journal et illustré de douze photographies. Il est traduit en français en 1973 par Marta Kalytovska. Une édition allemande de Charme du Maroc est publiée en 2020.

#### Chine
De retour en France, Sophie Jablonska trouve un poste de réalisatrice des documentaires pour la Société Indochine Films et Cinéma. S'inspirant de Levynsky, elle décide de se rendre en Chine. Là, lors du tournage d'un film, elle rencontre Jean-Marie Oudin qu'elle épouse en 1935. Le couple a trois enfants en Chine et en Indochine française et réside dans les deux pays jusqu'en 1946. Sophie Jablonska utilise une fausse entreprise comme façade pour enregistrer le trafic routier quotidien en Chine et initie les passants chinois à la culture ukrainienne. Comme pour le Charme du Maroc, elle écrit un autre livre, Depuis la terre du riz et de l'opium ( Z kraïny ryzhu ta opiiu ; З країни рижу та опію), publié en 1936. Il est suivi en 1939 par Lointains Horizons (Daleki obriï ; Далекі обрії).

### Retour en France
Sophie Jablonska et sa famille retournent à Paris, en France, en 1946. Ils déménagent en 1950 sur l'île de Noirmoutier où elle travaille comme architecte. Son mari Jean-Marie Oudin y meurt en 1955. Leur fils Jacques Oudin deviendra sénateur du département français de la Vendée.

### Mort
Sophie Jablonska meurt dans un accident de voiture le 4 février 1971 alors qu'elle se rendait à Paris avec le manuscrit de son dernier ouvrage, Deux Poids, deux mesures (Dvi vahy — dvi miry ; Дві ваги - дві міри). Sophie et Jean-Marie sont enterrés l'un à côté de l'autre à Vernouillet, Yvelines 

## Œuvres
Ses œuvres traduites en français sont :
- L'Année ensorcelée, nouvelles, Paris, La Guérinière, 1972.
- Deux poids, deux mesures, contes et essais, Paris, M. Kalytovska, 1972.
- Le Charme du Maroc, 1973.
- Les Horizons lointains, Nouvelles éditions latines, 1977.
- Mon enfance en Ukraine : souvenirs sur mon père, Nouvelles éditions latines, 1981.
- Au pays du riz et de l'opium, Nouvelles éditions latines, 1986.
- Téoura : Sophie Jablonska, recueil de ses photographies, Rodovid, 2018.

## Hommage
En juin 2023, le groupe ukrainien de musique metal Ignea s'inspire de sa vie pour produire leur troisième album, Dreams of Land Unseen.